# Odznaka „Zasłużony dla Ochrony Przeciwpożarowej”
Odznaka „Zasłużony dla Ochrony Przeciwpożarowej” – polskie odznaczenie resortowe, nadawane od 1997 przez ministra właściwego do spraw wewnętrznych, zastąpiła nadawaną do 1991 Odznakę „Za Zasługi dla Ochrony Przeciwpożarowej”.

## Charakterystyka
Odznaka „Zasłużony dla Ochrony Przeciwpożarowej” została ustanowiona rozporządzeniem Ministra Spraw Wewnętrznych i Administracji z dnia 16 października 1997 roku jako odznaczenie za ratowanie życia i ochronę mienia. Znowelizowane przepisy dotyczące jej nadawania zostały określone w rozporządzeniu Ministra Spraw Wewnętrznych i Administracji z dnia 13 listopada 2008 w sprawie nadawania odznaki „Zasłużony dla Ochrony Przeciwpożarowej”.
Odznaka posiada trzy stopnie:
- I stopień – Złota Odznaka „Zasłużony dla Ochrony Przeciwpożarowej”,
- II stopień – Srebrna Odznaka „Zasłużony dla Ochrony Przeciwpożarowej”,
- III stopień – Brązowa Odznaka „Zasłużony dla Ochrony Przeciwpożarowej”.

Odznaka w każdym stopniu może być nadana tylko jeden raz.
Odznaka zgodnie z rozporządzeniem może być nadana w szczególności za:
1. wykazanie wyjątkowej ofiarności i odwagi w bezpośrednich działaniach ratowniczych w czasie pożaru, klęski żywiołowej lub innego miejscowego zagrożenia;
2. długoletnią ofiarną służbę lub działalność społeczną na rzecz ochrony przeciwpożarowej.

Odznakę nadaje minister właściwy do spraw wewnętrznych, na wniosek Komendanta Głównego Państwowej Straży Pożarnej. Osoba wyróżniona otrzymuje Odznakę i legitymację potwierdzającą jego nadanie. Przy nadawaniu odznaki zachowuje się kolejność w stopniach. Rozporządzenie określa okres pomiędzy przyznaniem wyższych stopni odznaki. Wyjątek stanowi nadanie odznaki osobom, które wykazały ofiarność i odwagę w bezpośrednich działaniach ratowniczo-gaśniczych w czasie pożaru, klęski żywiołowej lub innego miejscowego zagrożenia.

## Opis odznaki
Odznaka jest zawieszona na wstędze o kolorach: po obu brzegach czerwień, w środku błękit rozjaśniający się do bieli ku brzegom czerwonym. Na jej awersie centralnym akcentem jest orzeł strażacki nałożony na krzyż z czerwoną emalią, wkomponowany w wieniec dębowy. Odznaka jest trzystopniowa w kolorze metalu: złota, srebra i brązu. We wszystkich stopniach orzeł strażacki jest srebrzony i nakładany na czerwoną emalię krzyży. Na rewersie znajduje się obrys krzyża na tle koła. W krzyżu widnieje poziomy napis: „ZA RATOWANIE ŻYCIA I OCHRONĘ MIENIA”. Wymiar odznaki wynosi 44 mm wzdłuż ramion krzyża.
Baretka jest w kolorach wstążki. Odznakę nosi się na lewej stronie piersi, po orderach, odznaczeniach państwowych i wojskowych.